# Leptolaimoides haploopis
Leptolaimoides haploopis är en rundmaskart. Leptolaimoides haploopis ingår i släktet Leptolaimoides, och familjen Leptolaimidae. Arten är reproducerande i Sverige.